# Позла Гора
43°08′ пн. ш. 17°31′ сх. д. / 43.13° пн. ш. 17.51° сх. д.
Позла Гора (хорв. Pozla Gora) — населений пункт у Хорватії, у Дубровницько-Неретванській жупанії у складі громади Поєзер'є.

## Населення
Населення за даними перепису 2011 року становило 62 осіб.
Динаміка чисельності населення поселення: